# برنیانو
برنیانو (به ایتالیایی: Bregnano) یک کومونه در ایتالیا است که در استان کومو واقع شده‌است.

## خصوصیات
برنیانو ۶٫۲ کیلومترمربع مساحت و ۵٬۵۰۸ نفر جمعیت دارد.